# Weißes Beil
Das  Weiße Beil ist ein 2767 m ü. A. hoher Berg in den Hohen Tauern in Österreich und ist der östlichste Gipfel des Panargenkammes der Venedigergruppe.

## Anstieg
Von St. Jakob in Defereggen durch das Trojeralmtal zum Beginn des Panoramawegs Blumenweg Oberseite, nun durch den Wald teilweise steil bis zur unbewirtschafteten Oberseitalm. Diese kann alternativ auch von Trogach über die Reggnalm erreicht werden. Nun den markierten Anstieg nordwestlich, zuletzt über Blöcke zum Gipfel mit Kreuz. (Gehzeit ca. 4–5 h)